# Höflarn (Niedermurach)

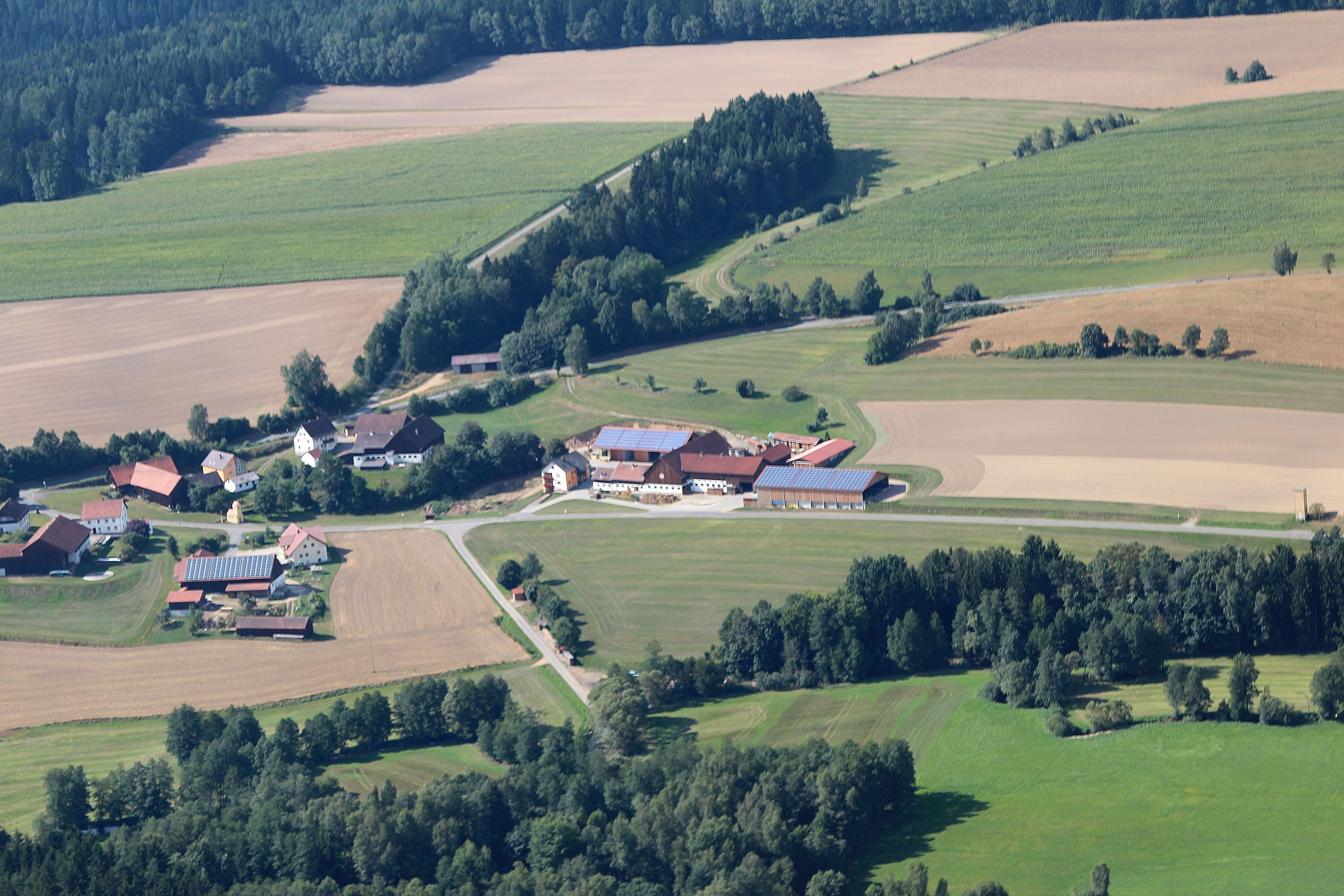
Höflarn (2013)

Höflarn ist ein Ortsteil der Gemeinde Niedermurach im Oberpfälzer Landkreis Schwandorf in Bayern.

## Geographische Lage
Höflarn liegt ungefähr zwei Kilometer südwestlich von Niedermurach an der Staatsstraße 2159.

## Geschichte
In den Musterungsprotokollen von 1587 wird Höflarn erstmals erwähnt.
Zum Stichtag 23. März 1913 (Osterfest) war Höflarn Teil der Pfarrei Niedermurach und hatte fünf Häuser und 41 Einwohner.
1946 löste die Regierung in Regensburg die Gemeinde Nottersdorf auf. Nottersdorf selbst kam zu Niedermurach, Braunsried, Höflarn und Zankendorf zu Pertolzhofen.
Die Bevölkerung von Nottersdorf widersetzte sich dieser Regelung und erreichte, dass die Gemeinde Nottersdorf in ihrer früheren Form am 20. Februar 1948 wiederhergestellt wurde.
Am 31. Dezember 1968 hatte die Gemeinde Nottersdorf mit ihren vier Ortsteilen Höflarn, Braunsried, Nottersdorf und Zankendorf 179 Einwohner und eine Fläche von 621 ha.
Am 31. Dezember 1990 hatte Höflarn 26 Einwohner und gehörte zur Pfarrei Niedermurach.